# オオカグマ
オオカグマ Woodwardia japonica はシシガシラ科のシダ植物。コモチシダに似て、羽片がほぼ左右対称になるのが特徴。

## 特徴
常緑性の草本。根茎は太くて短く、横に這うか斜めに立ち、鱗片を密生させ、葉は束になって出る。鱗片は大柄で長さ1.5cmにもなり、濃褐色から赤褐色をしており、披針形で縁は滑らかになっている。葉柄は長さ20-50cm、藁色から少し赤みを帯びており、鱗片がついている。葉身は概形では狭長楕円形から卵状披針形をしており、先端は尖り、単羽状複葉で羽片は羽状に中程まで切れ込む。大きさは長さ30-70cm、幅25cmほどで、葉質は革質。羽片には柄がなく、線形から線状被針形で大きいものでは長さ8-25cm、幅1.5-3cmほどあって縁は中肋に向けて中程まで切れ込む。また羽片は中肋に対して両側がほぼ同じ大きさとなっている。これはこの属での本種を判別する特徴ともされている。裂片はやや斜め上向きになっており、先端は鈍く尖る。中軸には鱗片をつけ、また無性芽を出すことはない。胞子嚢群は長さ2-5mm、時に7mmに達し、羽片の裂片の中肋に沿って並び、包膜は主脈に向かって裂開する。
和名は大きいカグマであり、カグマはシダの名である。ただし近縁種と較べて『大きいとは言い難い』との声も。

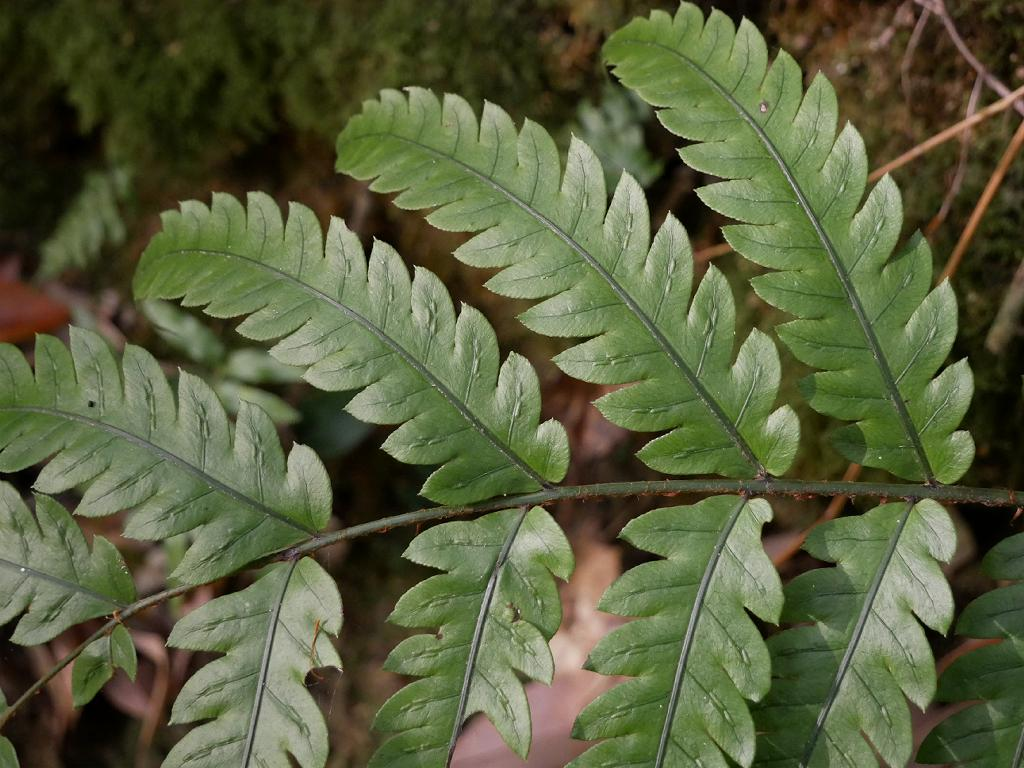
羽片の様子 表側
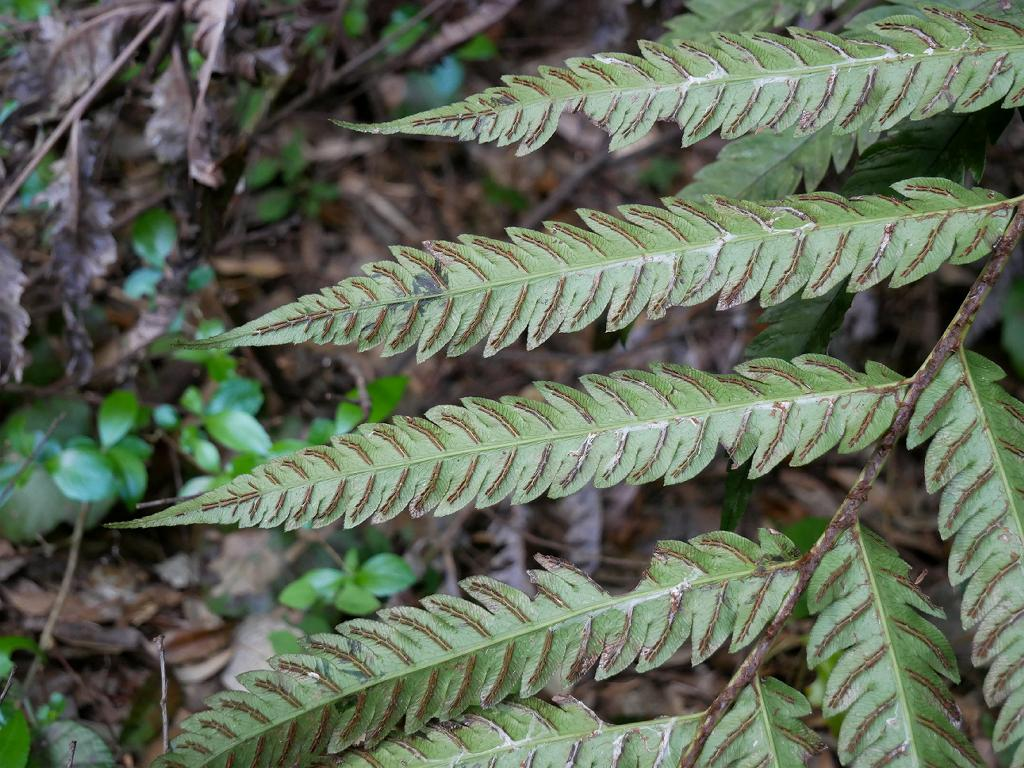
同・裏側
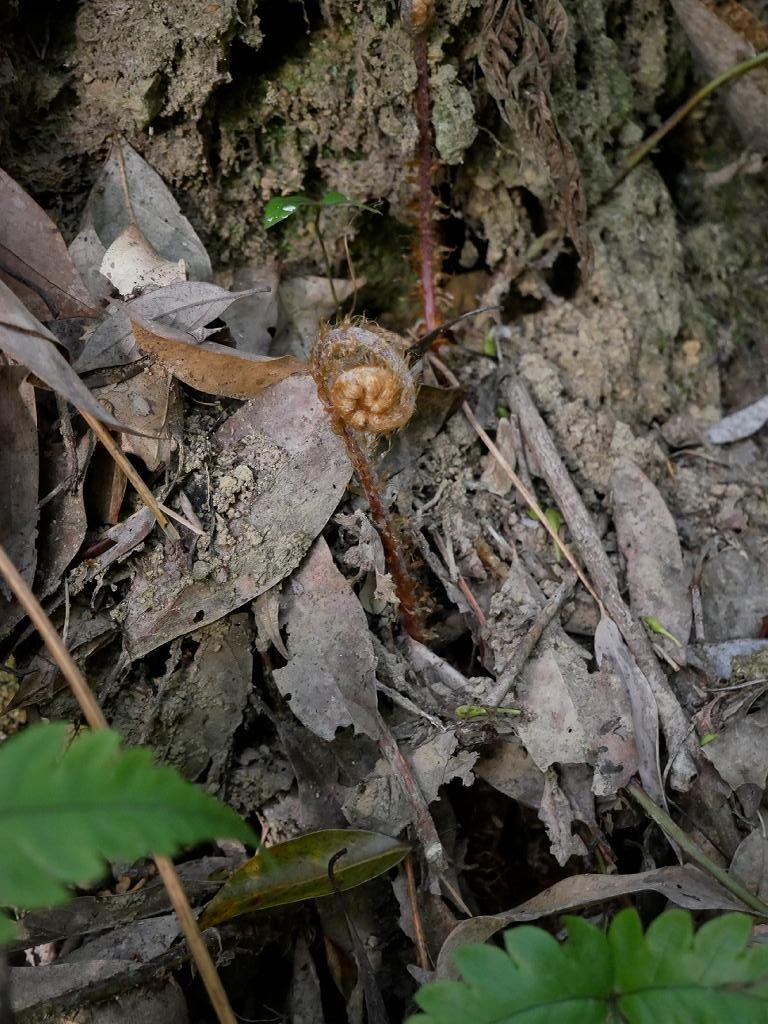
新芽の様子

## 分布と生育環境

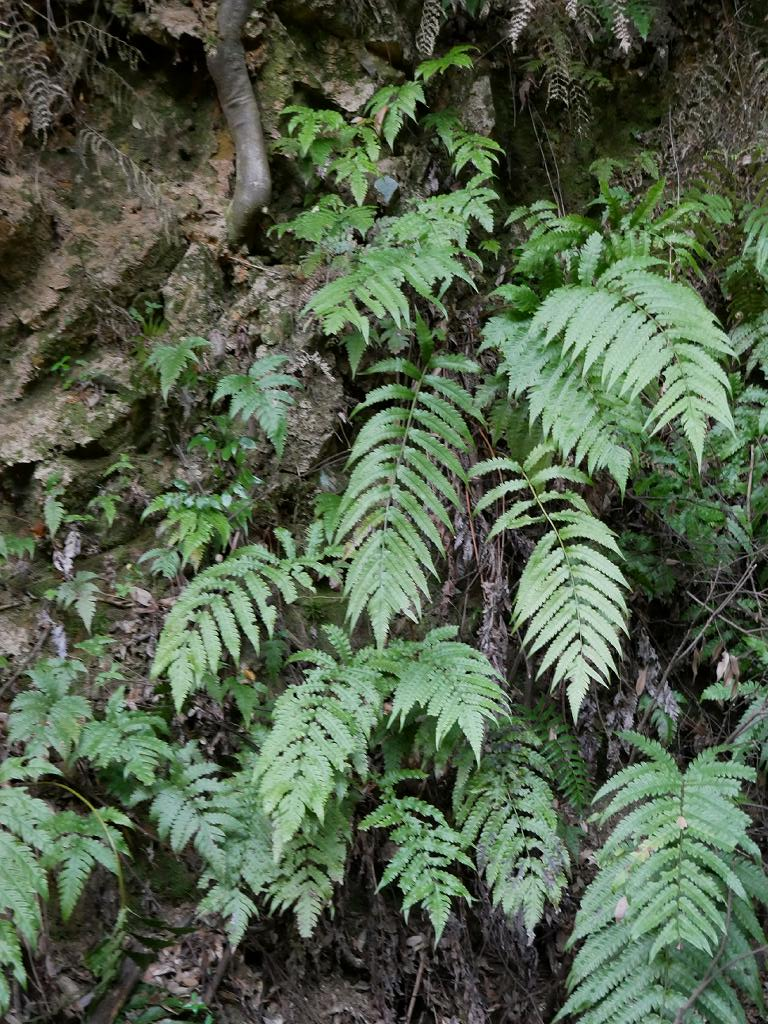
集団で生育している様子

本州の紀伊半島以西、四国、九州、および屋久島と種子島から知られ、国外では朝鮮、中国、台湾、インドシナ半島に分布する。
平地から低山地のやや乾燥した森林下に見られる。

## 類似種など
コモチシダ属には世界に14種があり、日本からは6種が知られる。日本では中部以南にコモチシダ W. orientalis が広く分布しているが、本種はこれよりは沖縄に産する独特の葉型を持つオオギミシダ W. harlandii などと同一のクレードをなすとされる。他に日本では琉球列島のごく一部のみに知られるホソバオオカグマ W. kempii が本種に近縁とされ、雑種が出来るとも言われるが、確実な標本はないとのこと。
雑種としてはアイオオカグマ W. ×intermedia が佐賀県からのみ知られるが、これはおそらくコモチシダと本種の雑種と考えられている。
ほかに本種の変種として記載されたものにトサノオオカグマ var. latisecta があり、これは裂片が大きくて斜三角形になる型で、高知で記録されたとのこと。
なお、牧野原著(2017)では本種の栄養葉がイヌガンソクの栄養葉と似ていることに言及しており、葉脈の特徴の違いを指摘している。